# Franz Rupp
Franz Rupp (Schongau, 24 febbraio 1901 – Manhattan, 27 maggio 1992) è stato un pianista ed accompagnatore tedesco naturalizzato statunitense.

## Biografia
Franz Rupp nacque nella città di Schongau, Baviera, figlio di Ludwig e Lina Rupp, nata Gartner. Nel 1912 suo padre fu trasferito all'ufficio delle entrate a Monaco di Baviera. Rupp studiò all'Akademie der Tonkunst a Monaco dal 1916 al 1922. Tra i suoi insegnanti c'erano August Schmid-Lindner, Friedrich Klose e Walter Courvoisier. Nel 1920 intraprese la sua prima tournée americana con il violinista Willy Burmester. Dal 1926 visse a Berlino dove consolidò la sua reputazione di accompagnatore. Sposò la cantante lirica Stephanie Schwarz di Varsavia nel 1930. Dal 1927 al 1934 fu il costante accompagnatore del famoso baritono tedesco Heinrich Schlusnus, ma litigò con lui quando il cantante fece carriera sotto i nazionalsocialisti. Poiché la moglie di Rupp era ebrea non gli era più permesso esibirsi in pubblico. Ma accompagnò l'eccezionale violinista e compositore austriaco Fritz Kreisler, con il quale andò in tournée in Sud America nel 1935. Kreisler registrò le sonate per violino complete di Beethoven con Rupp a Londra nel 1935/36.
Rupp accompagnò anche i cantanti Lotte Lehmann, Sigrid Onégin, Maria Stader e Beniamino Gigli e fu uno stimato musicista da camera che, tra gli altri, si esibì con il violoncellista Emanuel Feuermann e il violista William Primrose. Suonò anche come solista con diversi direttori tedeschi, tra i quali Wilhelm Furtwängler.
Nel 1938 si trasferì a New York e presto divenne l'accompagnatore permanente del contralto di colore Marian Anderson, fino al suo ritiro dal palco nel 1965. La Anderson rese onore a Franz e Stephanie Rupp nella sua autobiografia My Lord, What a Morning.
Rupp insegnò al Curtis Institute of Music di Filadelfia dal 1945 al 1952 e ancora dal 1968.
Dopo la morte della prima moglie Rupp sposò Sylvia Stone nel 1976.
La sua ultima registrazione, più di quarant'anni dopo la famosa registrazione con Fritz Kreisler, fu di nuovo delle dieci sonate per violino di Beethoven, questa volta con il violinista giapponese Takaya Urakawa.
La sua ultima esibizione pubblica si svolse al Festival di Musica da Camera di Lockenhaus in Austria nel 1985, quando accompagnò la violista Rivka Golani.
Rupp visse a Manhattan fino alla sua morte all'età di 91 anni. Gli ha sopravvissuto la sua seconda moglie Sylvia.

## Registrazioni
- Isaac Albeniz, Tango dalla Suite España, op. 165, Georg Kulenkampff, violino, Franz Rupp, pianoforte, Telefunken master 19191
- Ludwig van Beethoven, sonate per violino, Fritz Kreisler, violino, Franz Rupp, pianoforte; HMV D.B 2554-2560, "The Beethoven Violin Sonata Society", 7 registrazioni
- Ludwig van Beethoven, sonate per violino, Takaya Urakawa, violino, Franz Rupp, pianoforte; Indie (Japan) B006C0P0W0
- Johannes Brahms, Gestillte Sehnsucht and Geistliches Wiegenlied, Op. 91, Marian Anderson, contralto, William Primrose, viola, Franz Rupp, pianoforte; 2-RCA Victor M 882 (78)
- Carry Me Back to Old Virginny, Marian Anderson, contralto, Gregor Piatigorsky, violoncello, Franz Rupp, pianoforte
- Georg Friedrich Handel, Caro Mio Ben/Largo da Xerxes, Heinrich Schlusnus, baritono, Franz Rupp, organo, Julius Prüwer, direttore della Staatsoper Berlin; Grammophon (66984)
- Franz Liszt, Die drei Zigeuner and O komm im Traum, Theodor Scheidl, baritono, Franz Rupp, pianoforte
- Jules Massenet, Élégie, Marian Anderson, contralto, William Primrose viola, Franz Rupp, pianoforte; Victor 10-1122 in set M 986 (78)
- Felix Mendelssohn-Bartoldy, Sonata no 2 in Re maggiore per Violoncello e pianoforte, op. 58, Emanuel Feuermann violoncello, Franz Rupp, pianoforte
- Wolfgang Amadeus Mozart, Adagio Mi maggiore, KV 261, Georg Kulenkampff, violino, Franz Rupp, pianoforte; Grammophon 67156
- Sergei Rachmaninoff, In the Silent Night, Marian Anderson, contralto, William Primrose, viola, Franz Rupp, pianoforte; Victor 10-1122 in set M 986 (78)
- Franz Schubert, Quintetto in La maggiore D 667, Franz Rupp pianoforte, Wilhelm Stross, violino, Valentin Hartl, viola, Anton Walter, violoncello, Ludwig Jäger, Bass; Telefunken E 2113/15
- Franz Schubert, An die Musik, Heinrich Schlusnus, baritono, Franz Rupp, pianoforte; Polydor 62644
- Franz Schubert, Frühlingstraum and Gretchen am Spinnrade, Hertha Glatz, contralto, Franz Rupp, pianoforte, 15247 Victor
- Robert Schumann, Die Lotosblume", op 25, No 7, Franz Völker, tenore, Franz Rupp, pianoforte
- Richard Strauß, Allerseelen, op 10, no 8, Franz Völker, tenore, Franz Rupp, pianoforte
- Richard Strauß, op. 29, 1, Traum durch die Dämmerung e op. 28, 1, Freundliche Vision, Heinrich Schlusnus, baritono, Franz Rupp pianoforte; Grammophon 90167